# Ren Liping
Ren Liping (21 de outubro de 1978) é uma futebolista chinesa que atua como meia.

## Carreira
Ren Liping integrou o elenco da Seleção Chinesa de Futebol Feminino, nas Olimpíadas de 2004. 